# Tya stellata
Tya stellata är en skalbaggsart som beskrevs av Mckeown 1940. Tya stellata ingår i släktet Tya och familjen långhorningar. Inga underarter finns listade i Catalogue of Life.